# Brioux-sur-Boutonne

Brioux-sur-Boutonne este o comună în departamentul Deux-Sèvres, Franța. În 2009 avea o populație de 1,516 de locuitori.